# Yes! PreCure 5
Yes! PreCure 5 (яп. Yes！プリキュア 5 иэсу! пурикюа файбу!) — четвёртый сезон многосерийной серии Pretty Cure, созданной студией Toei Animation. Сюжет повествует о группе пяти девушек, способных превращаться в воительниц Прикюа. Они получают эту возможность для того, чтобы собрать 55 пинки, распространённых по стране и возродить королевство Пальмир. В превращении девушки пользуются силой бабочек. Позднее был выпущен сиквел сериала под названием Yes! Precure 5 Go Go! (яп. Yes!プリキュア 5 Go Go! иэсу! пурикюа файбу го: го:!)

## Сюжет
Обычная школьница Нодзоми Юмэхара находит в библиотеке школы Собиратель Мечты и встречает Коко, жителя королевства Пальмир. Он хочет восстановить свой мир, разрушенный организацией «Ночной кошмар», а для этого нужно найти 55 пинки и загадать желание над Собирателем Мечты. Нодзоми обещает помочь Коко и обретает силу Pretty Cure, дарованную ей волшебной бабочкой. Теперь она должна собрать команду ещё из четырёх девушек, чтобы помочь Коко и его другу Нацу восстановить их родной мир.

## Персонажи
Нодзоми Юмэхара (яп. 夢原のぞみ Юмэхара Нодзоми) / Кюа Дрим (яп. キュアドリーム Кюа Дориму)
Сэйю: Юко Сампэй
Нодзоми, 14 лет, второгодка Академии Леколь де Синг Люмьер, является лидером Пятёрки. Влюблена в Коко и рада помогать ему. Хотя она и не очень умна, у неё доброе и сильное сердце. Хотя Нодзоми сильно отличается от остальных членов команды, её жизнерадостность и доброе отношение вызывают у других симпатию. Как ПуриКюа безграничной надежды, обладает силой кристальных звезд.
Рин Нацуки (яп. 夏木りん Нацуки Рин) / Кюа Руж (яп. キュアルージュ Кюа Ру:дзю)
Сэйю: Дзюнко Такэути
Рин, 14 лет, лучшая подруга Нодзоми с самого детства, также второгодка. Будучи опытной во всех видах спорта, а также ответственной старшей сестрой для своих младших братьев и сестёр, она часто критикует и урезонивает Нодзоми, которая ведёт себя слишком по-детски или высказывает необоснованные идеи. Как ПуриКюа страсти, обладает силой огня.
Урара Касугано (яп. 春日野うらら Касугано Урара) / Кюа Лимонад (яп. キュアレモネード Кюа Рэмонэйдо)
Сэйю: Мария Исэ
Студентка по обмену, мечтающая стать актрисой, 13 лет, первогодка. Она наполовину японка со стороны матери и наполовину француженка со стороны отца. Прежде чем стать Кюа Лимонад, у Урары не было друзей. Как ПуриКюа бодрости и энтузиазма, обладает силой света.
Комати Акимото (яп. 秋元こまち Акимото Комати) / Кюа Минт (яп. キュアミント Кюа Минто)
Сэйю: Ай Нагано
Начинающая писательница и автор двух книг, 15 лет, третьегодка. Она добрая и застенчивая, но если её разозлить, она выйдет из себя и выпустит свой «настоящий» характер. Её семья владеет традиционным японским магазином сладостей. Вместе со своей подругой Карэн, является одной из самых популярных учениц в школе. Как ПуриКюа спокойствия, обладает силой земли.
Карэн Минадзуки (яп. 水無月かれん Минадзуки Карэн) / Кюа Аква (яп. キュアアクア Кюа Акуа)
Сэйю: Ай Маэда
Карэн, 15 лет, третьегодка, является самой старшей в команде и происходит из очень богатой семьи. Она президент студенческого совета в Академии Леколь де Синг Люмьер. Несмотря на свою популярность и красоту, Карэн проводит все время дома, поэтому у неё складываются весьма проблемные отношения с родителями. Её лучшей подругой является Комати, которой она может рассказать о своих реальных чувствах. Как ПуриКюа знаний, обладает силой воды.

### Прочие герои
Коко (яп. ココ Коко) / Кокода Кодзи (яп. 小々田 康史 Кокода Ко:дзи)
Сэйю: Такэси Кусао
Принц Королевства Пальмир. В облике Коко это бледно-жёлтый бурундук, когда он превращается в Кокоду, то становится молодым человеком с тёмными волосами и голубыми глазами. Он всегда спокоен, добр и отзывчив, особенно к Нодзоми. Становится учителем в Академии Леколь де Люмьер Синг, чтобы следить за воительницами. Мечтает возродить родное Королевство, для чего просит Пятерку собрать пятьдесят пять пинки. Знаменательно, что его человеческое имя «Кокода» на японском языке означает выражение «Я Коко».
Нац (яп. ナッツ Натцу) / Нацу-сан (яп. 夏さん Нацу-сан)
Сэйю: Мию Ирино
Второй принц из Королевства Пальмир, способный превращаться в человека. В облике Наца это коричневая белка. Будучи человеком, является клерком из ювелирного магазина «Нац хаус». В начале серии был запечатан в Собиратель Мечты и был освобождён из него после того, как были собраны все пять воительниц. Коко описывает его, как хорошего друга, сравнивая их с Нацом отношения на примере отношений Нодзоми и Рин. Нац холоден и неприветлив, и в связи с событиями в его прошлом, никому не доверяет.
Милка (яп. ミルク Мируку)
Сэйю: Эри Сэндай
Фея из Королевства Пальмир, которая является королевским канцлером и спикером. Выглядит как бело-розовый кролик. В отличие от Коко и Наца не может превращаться в человека (в первом сезоне). Восхищается Коко и Нацом, поэтому сильно ревнует их к девочкам из Пятёрки. Часто попадает в беду из-за желания угождать обоим принцам.
Гринма (яп. ギリンマ Гуримма)
Сэйю: Хияма Нобуюки
Первый злодей из организации «Ночной Кошмар». В человеческой форме держит в руках трость, носит большие круглые очки и котелок. В его оригинальной форме это богомол с режущим оружием. Он очень боится угроз начальства и недолюбливает Бумби.
Гамао (яп. ガマオ Гамао)
Сэйю: Акио Суяма
Второй злодей из организации «Ночной Кошмар». Очень ленив и отказывается выполнять любую работу, даже если от этого зависит его жизнь. В человеческой форме это большой неопрятный человек, напоминающий бомжа, а в реальности имеет облик жабы.
Арахнея (яп. アラクネア Аракунэя)
Сэйю: Ёко Соуми
Третья из «Ночного Кошмара». В человеческой форме это женщина с короткими светло-фиолетовыми волосами, носящая красный офисный костюм. Напоминает Пойзони из первого сезона. Превращается в паука. Её имя основано на греческом «arachne» (паук).
Бумби (яп. ブンビー Бумби:)
Сэйю: Ватару Такаги
Босс Гринмы, Гамао и Арахнеи. Способен превращаться в пчелу. В первой части он кажется главарём «Ночного Кошмара», но позже выясняется, что Бумби принимает заказы от Каварино.
Хадения (яп. ハデーニャ Хадэния)
Сэйю: Кадзуэ Комия
Первая злодейка, появившаяся во второй части сериала. Она может превращаться в птиц с очень красочными костюмами, напоминающими костюмы бразильских карнавалов. Она любит приказывать, и Бумби часто прислуживает ей в некотором роде. С человеческой форме это толстая женщина, которая носит красную куртку, синие брюки и много ювелирных украшений.
Бруди (яп. ブラッディ Бурадди)
Сэйю: Эйдзи Маруяма
Последний член организации «Ночной Кошмар». Превращается в летучую мышь, способен управлять и атаковать звуковыми волнами. Чаще всех использует Коваину, превращая в неё все видимые им объекты.
Каварино (яп. カワリーノ Кавари:но)
Сэйю: Юки Хиро
Секретарь Десперии. Он передаёт организации все приказы своей госпожи и даёт миссии. Большинство участников «Ночного Кошмара» его боятся. Превращается в хамелеона, способен обманывать лживыми имитациями. Его имя по-японски означает «изменение».
Коваина (яп. コワイナー Коваина:)
Сэйю: Тихиро Сакураи
Коваина является монстром, который вселяется в неодушевлённые предметы с помощью специальной маски, заставляя предмет «оживать». Злодеи часто используют её в качестве обороны. Название является каламбуром, разделяющим японские прилагательные kowai na, что означает «страшный».
Десперия (яп. デスパライア Дэсупарайя)
Сэйю: Кадзуко Сугияма
Главарь организации «Ночной Кошмар». Она жаждет получить вечную жизнь, чтобы приносить миру отчаяние, а потому приказала похитить Собиратель Мечты. Её имя означает «pariah» и «despair» (отчаяние). У Десперии длинные тёмные волосы, она носит фиолетовое платье и маску.
Мэгуми Юмэхара (яп. 夢原 恵美 Юмэхара Мэгуми)
Сэйю: Юрика Хино
Мать Нодзоми, работает косметологом во французском салоне красоты. С детства дружна с Кадзуё, матерью Рин, так же как их дочери.
Кадзуё Нацуки (яп. 夏木 和代 Нацуки Кадзуё)
Сэйю: Маюми Асано
Мать Рин. Вместе с мужем работают в цветочном магазине «Фрорист Нацуки». Мегуми называет её «Кадзу-тян», так же как Нозоми говорит «Рин-тян».
Ю Нацуки (яп. 夏木 ゆう Нацуки Ю:) и Ай Нацуки (яп. 夏木 あい Нацуки Аи)
Сэйю: Кумико Ватанабэ и Сацуки Юкино
Близнецы, младшие брат и сестра Рин (Ю — мальчик, Ай — девочка). Они настолько непослушны, что часто беспокоят старшую сестру.
Мика Масуно (яп. 増子美香 Масуно Мика)
Сэйю: Мари Ямада
Ученица Академии Леколь де Люмьер Синг, главный редактор новостей Клуба Журналистики. Её целью часто являются Pretty Cure, которых она отлавливает для получения сенсационных снимков. Мика носит очки, которые светятся при приближении Pretty Cure, у которых она всегда хочет взять интервью.
Отака-сан (яп. おタカさん Отака-сан)
Сэйю: Тиэ Кодзиро
Хозяйка школьной столовой. Весёлая женщина средних лет, которая частенько даёт девочкам хороший совет. Тайно является директором школы.
Дзия (яп. じいや Дзиия) Сакамото (яп. 坂本 Сакамото)
Сэйю: Томоаки Икэда
Дворецкий дома Минацуки, в обязанности которого входит присматривать за Карэн, когда её родителей нет дома. Очень уважителен к ней, относится как к дочери, но все равно почтительно называет «барышня»). Дзией он называется потому, что этот термин обозначает «старая няня» или «домработник».

### Герои из полнометражного мультфильма
Герои из полнометражного мультфильма Yes! Pretty Cure 5: Kagami no Kuni no Miracle Daibouken!
Мигирин (яп. ミギリン) и Хидарин (яп. ヒダリン)
Два брата, плюшевых медвежонка из Зазеркалья. Когда Шэдоу захватил их мир, братья дали обещание служить ему, чтобы помочь своему королевству. Сначала они предают и нападают на Pretty Cure, чтобы забрать Собиратель Мечты, но позже стали их союзниками и помогли им с помощью Чудесных Фонариков.
Тёмная Пятёрка (яп. ダークプリキュア5 Да:ку пурикюа файбу)
Группа девушек, созданная Шэдоу для борьбы с Pretty Cure. Они были созданы из Кристаллов Зеркал, после отображения в них воительниц. Все они представляют собой тёмные стороны Пятерки Pretty Cure.
Дарк Дрим (яп. ダークドリーム Да:ку Дори:му)
Сэйю: Тинами Нисимура
Двойник Нодзоми. Единственная, кто выживает в бою, однако жертвует собой, чтобы спасти Кюа Дрим, в результате чего разрушается её кристалл. Она говорит Дрим, что сделала это, потому что любила её, и умирает, как она утверждает, что до сих пор не знает, каково улыбаться, но в конце концов исчезает, улыбаясь.
Дарк Руж (яп. ダークルージュ Да:ку Ру:дзю)
Сэйю: Мики Нагасава
Двойник Рин. Считает, что друзья и товарищи неудобны в бою. Несмотря на потрясения от слов Руж, что глупо не признавать дружбу, решает показать своё превосходство и нападает на неё. Убита атакой Кюа Руж.
Дарк Лимонад (яп. ダークレモネード Да:ку Рэмонэ:до)
Сэйю: Риэ Кугимия
Двойник Урары. Думает больше о своём счастье, чем о других. Использует звуковые волны от пения. На что Кюа Лимонад говорит ей, что песни должны использоваться для радости людей и убивает её.
Дарк Минт (яп. ダークミント Да:ку Минто)
Сэйю: Юко Минагути
Двойник Комати. Критикует Кюа Минт за то, что вместо наступательных атак она использует оборонные, для защиты самой себя. Когда Дарк Минт нападает на неё, защита срабатывает как атака. Тёмная воительница умирает на руках Кюа Минт.
Дарк Аква (яп. ダークアクア Да:ку Акуа)
Сэйю: Рэйко Киути
Двойник Карэн. Не доверяет никому и считает, что сама все делает правильно. Утверждает, что не нуждается в друзьях. Кюа Аква уничтожает её, поняв, что доказывать обратное и менять мнение тёмного двойника бесполезно.
Шэдоу (яп. シャドウ Сядоу)
Главный злодей полнометражного фильма. Он крадет волшебные Кристаллы Зазеркалья, уничтожив всех жителей, кроме Мигирина и Хидарина. Мечтает заполучить власть над миром, для чего крадет Собиратель Мечты. Создаёт Тёмную Пятёрку для борьбы с Pretty Cure.
Позже появляется в полнометражном мультфильме Pretty Cure All Stars DX 3: Mirai ni Todoke! Sekai wo Tsunagu☆Niji-Iro no Hana, в котором ищет Цветок Призмы с помощью волшебных зеркал, но в конце концов феи очищают его светом Чудесных Фонариков.